# Hartwick (Nueva York)
Hartwick es un pueblo ubicado en el condado de Otsego en el estado estadounidense de Nueva York. En el año 2000 tenía una población de 2,203 habitantes y una densidad poblacional de 21 personas por km².

## Geografía
Hartwick se encuentra ubicado en las coordenadas 42°39′35″N 75°02′56″O / 42.65972, -75.04889.

## Demografía
Según la Oficina del Censo en 2000 los ingresos medios por hogar en la localidad eran de $30,764 y los ingresos medios por familia eran $38,889. Los hombres tenían unos ingresos medios de $28,529 frente a los $21,111 para las mujeres. La renta per cápita para la localidad era de $17,473. Alrededor del 13.9% de la población estaban por debajo del umbral de pobreza.